# Esquizencefalia

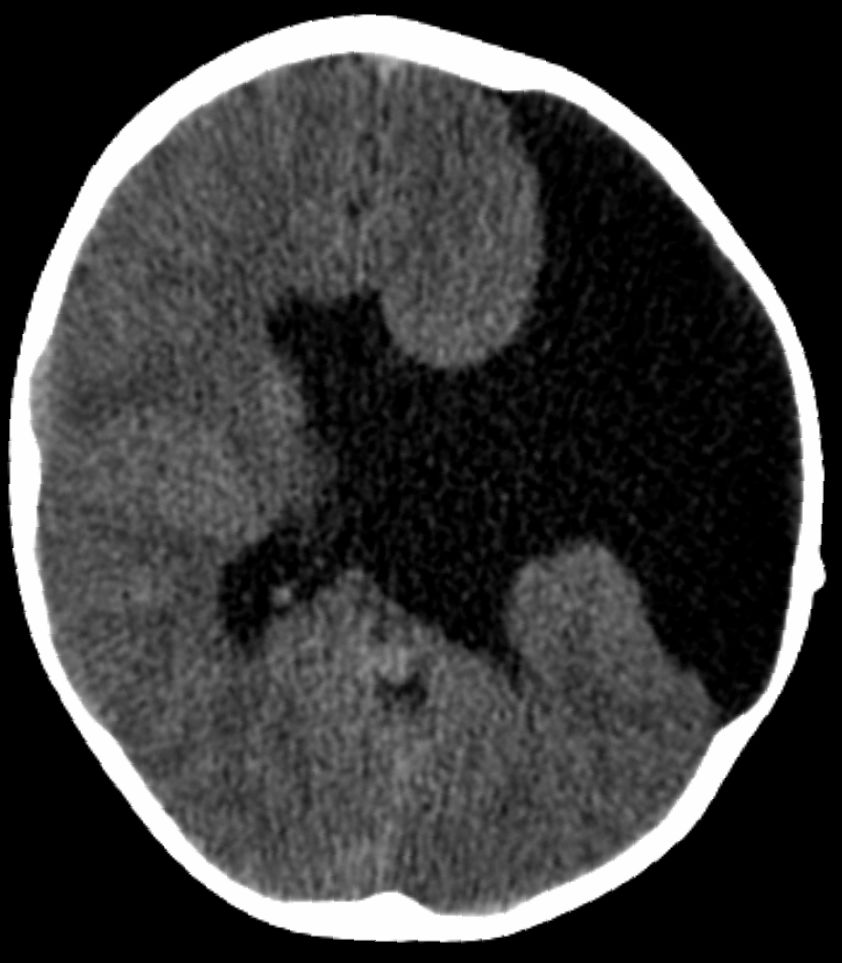
Tumografia axial computorizada de um crânio que apresenta a malformação típica da esquizencefalia.

A esquizencefalia é uma rara malformação congênita que se caracteriza por fenda unilateral ou bilateral nos hemisférios cerebrais. Essa fenda normalmente se estende do córtex à região periventricular.
Pode pertencer ao tipo I, quando as duas corticais são justapostas (denominada esquizencefalia de lábios fechados) ou ao tipo II, quando a fenda é preenchida por líquido cefalorraquidiano (denominada esquizencefalia de lábios abertos).
O quadro clínico varia de acordo com a localização e extensão das fendas, sendo as manifestações mais recorrentes: déficit motor (hemiparesia, tetraparesia ou hipertonia), crises convulsivas e retardo mental. Há relatos, no entanto, de pacientes que não apresentam alterações neurológicas.
A causa mais aceita da doença está associada a uma falha segmentar na migração de neuroblastos primitivos ou então na formação de porção da matriz germinativa. No entanto, outras etiologias como a própria genética, infecções ultrainterinas ou mesmo danos de origem tóxica não podem ser inteiramente descartados.
A tomografia computadorizada é capaz de detectar a anomalia, embora a ressonância magnética seja mais recomendada por proporcionar análise mais detalhada.